# Rossend Marsol Clua
Pour les articles homonymes, voir Marsol (homonymie) et Clua.
Rossend Marsol Clua, connu par son nom de plume Sícoris, né le 22 octobre 1922 à Artesa de Segre (Catalogne) et mort le 17 janvier 2006 à Andorre-la-Vieille, est un journaliste et poète andorran.   

## Biographie
Il étudie le droit à l'université de Barcelone et est correspondent pour différents journaux dans les années 1940, jusqu'à ce qu'il doive quitter le pays sous la dictature franquiste pour ses idéaux antifranquistes et catalanistes. Il s'exile en Andorre.
Il est plus tard correspondant pour les journaux La Mañana (1959-1990), La Vanguardia (1965-1978), etc. Il travaille pour Ràdio Andorra et Ràdio Valira et publie des livres de poésie. Il fut le présentateur de la Nuit littéraire andorrane (Nit Literària Andorrana) depuis sa création en 1978.

## Livres de poèmes
- Cel i muntanya, Les Escaldes, 1989[4]
- Festa major, Les Escaldes, 2001
- La terra dels Valires, Andorre-la-Vieille, 2003